# Placówka Straży Granicznej w Lubaniu
Placówka Straży Granicznej w Lubaniu – zlikwidowana graniczna jednostka organizacyjna Straży Granicznej realizująca zadania w ochronie granicy państwowej z Republiką Czeską.

## Formowanie i zmiany organizacyjne
Placówka Straży Granicznej w Lubaniu (PSG w Lubaniu) została utworzona 1 grudnia 2008 roku z podległych dotychczas Łużyckiemu Oddziałowi Straży Granicznej w Lubaniu, placówek SG w Czerniawie-Zdroju oraz Zawidowie. Powołanie placówki było konsekwencją reorganizacji całej straży granicznej w związku z wejściem Polski do Strefy Schengen.
Realizując „Koncepcję funkcjonowania Straży Granicznej w latach 2009–2015”, 1 stycznia 2010 roku został zniesiony Łużycki Oddział Straży Granicznej i Placówka SG w Lubaniu została włączona w struktury Sudeckiego Oddziału Straży Granicznej w Kłodzku . W 2010 roku podporządkowano Placówce SG w Lubaniu Grupę Zamiejscową w Legnicy z tymczasową siedzibą w komisariacie przy ul. Staffa, podlegającą dotychczas Placówce SG w Jeleniej Górze, a która została utworzona 10 grudnia 2009 roku .
Placówka SG w Lubaniu funkcjonowała do 31 stycznia 2012 roku i na bazie której 1 lutego 2012 roku została utworzona Placówka Straży Granicznej w Legnicy.

## Terytorialny zasięg działania
Stan z 1 sierpnia 2011
Obszar działania Placówki Straży Granicznej w Lubaniu obejmował:
- Od znaku granicznego nr IV/58 do znaku granicznego nr IV/89/5.

Linia rozgraniczenia z:
1. Placówką Straży Granicznej w Jeleniej Górze: włącznie znak graniczny nr IV/58, dalej granicą gmin Szklarska Poręba i Stara Kamienica oraz Mirsk.
2. Placówką Straży Granicznej w Zgorzelcu: wyłącznie znak graniczny nr IV/89/5, dalej granicą gmin: Platerówka, Siekierczyn, Lubań i Gryfów Śląski oraz Sulików, Zgorzelec, Pieńsk i Nowogrodziec.

- Poza strefą nadgraniczną obejmował powiaty: głogowski, górowski, polkowicki, lubiński, wołowski, legnicki, m.p Legnica, z powiatu złotoryjskiego gminy: Pielgrzymka, Złotoryja, Zagrodno, z powiatu lwóweckiego gminy: Wleń, Lubomierz, Lwówek Śląski.

Stan z 1 grudnia 2008
Obszar działania Placówki Straży Granicznej w Lubaniu obejmował:
- powiaty: lubański i lwówecki.

Placówki sąsiednie:
- Placówka Straży Granicznej w Jeleniej Górze ⇔ Placówka Straży Granicznej w Zgorzelcu – 2011.

## Komendant placówki
- mjr SG/ppłk SG Wojciech Czupajło (01.12.2008[1]–31.01.2012) – do rozformowania[5].